# Lauren Woolstencroft
Lauren Woolstencroft (Calgary, 24 novembre 1981) è una sciatrice alpina canadese, atleta disabile (categoria LW3/in piedi) vincitrice di dieci medaglie paralimpiche, di cinque iridate e di una Coppa del Mondo.

## Biografia

### Carriera sciistica
Nata senza le gambe sotto il ginocchio e senza il braccio sinistro sotto il gomito e residente a Vancouver, esordì in Coppa del Mondo nel 1997 (quando il circuito era ancora sperimentale), ai Giochi paralimpici a Salt Lake City 2002, dove vinse la medaglia d'oro nel supergigante e nello slalom speciale, quella di bronzo nello slalom gigante e non completò la discesa libera, e ai Campionati mondiali a Wildschönau 2004, dove conquistò la medaglia d'oro nel supergigante, si classificò 6ª nella discesa libera, 4ª nello slalom gigante e non completò lo slalom speciale.
Ai IX Giochi paralimpici invernali di Torino 2006 si aggiudicò la medaglia d'oro nello slalom gigante, quella d'argento nel supergigante, si piazzò 4ª nella discesa libera e non portò a termine lo slalom speciale; in quella stessa stagione 2005-2006 conquistò la Coppa del Mondo. Ai Mondiali di Pyeongchang 2009, sua ultima presenza iridata, vinse la medaglia d'oro nella discesa libera, nel supergigante, nello slalom gigante e nello slalom speciale e fu 5ª nella supercombinata; l'anno dopo ai X Giochi paralimpici invernali di Vancouver 2010, suo congedo paralimpico, conquistò la medaglia d'oro in tutte e cinque le specialità previste nella sua categoria. 

### Altre attività
Si è laureata in ingegneria elettrica all'Università di Victoria e lavora presso l'azienda idroelettrica BC Hydro. 

## Palmarès

### Paralimpiadi
- 10 medaglie:
  - 8 ori (supergigante, slalom speciale a Salt Lake City 2002; slalom gigante a Torino 2006; discesa libera, supergigante, slalom gigante, slalom speciale, supercombinata a Vancouver 2010)
  - 1 argento (supergigante a Torino 2006)
  - 1 bronzo (slalom gigante a Salt Lake City 2002)

### Mondiali
- 5 medaglie:
  - 5 ori (supergigante a Wildschönau 2004; discesa libera, supergigante, slalom gigante, slalom speciale a Pyeongchang 2009)

### Coppa del Mondo
- Vincitrice della Coppa del Mondo nel 2006[senza fonte]
  - oltre 50 podi[1]

## Riconoscimenti
- Atleta dell'anno 2006 del Comitato Paralimpico Internazionale[1]